# 阿里尔·舒曼
阿里尔·舒曼（Ariel Schulman，1977年—）是一名美国男演员、导演和制片人，生于纽约市。他与搭档亨利·喬斯特一起导演了《非識不可》和《灵动：鬼影实录3》等多部电影。
他于2004年毕业于纽约大学艺术学院电影专业。

## 电影
- 《非識不可（英语：Catfish (film)）》（2010）
- 《鬼入镜3》（2011）
- 《鬼入镜4》（2012）
- 《玩命直播》（2016）
- 《出舌入化（英语：Viral (2016 film)）》（2016）
- 《超能計畫》（2020）
- 《秘密基地（英语：Secret Headquarters）》（2022）
- 《酷儿》（2024）